# Amtsgericht Teuchern
Das Amtsgericht Teuchern war ein Gericht der ordentlichen Gerichtsbarkeit in Teuchern.

## Geschichte
Im Rahmen der Reichsjustizgesetze wurden 1879 reichsweit einheitlich Oberlandes-, Land- und Amtsgerichte gebildet. Das königlich preußische Amtsgericht Teuchern wurde mit Wirkung zum 1. Oktober 1879 als eines von 15 Amtsgerichten im Bezirk des Landgerichtes Naumburg im Bezirk des Oberlandesgerichtes Naumburg gebildet. Der Sitz des Gerichtes war die Stadt Teuchern. Sein Gerichtsbezirk umfasste aus dem Landkreis Weißenfels den Stadtbezirk Teuchern, die Amtsbezirke Obernessa und Teuchern sowie Teile der Amtsbezirke Kistritz und Ober-Werschen. Am Gericht bestand 1880 eine Richterstelle. Das Amtsgericht war damit ein kleines Amtsgericht im Landgerichtsbezirk.
Im Zweiten Weltkrieg wurde das Amtsgericht Teuchern 1945 geschlossen.